# Diego da Costa Lima
Diego da Costa Lima (* 30. September 1988 in Duque de Caxias) ist ein brasilianischer Fußballspieler.

## Karriere
Diego da Costa Lima begann seine Fußballkarriere beim brasilianischen Fußballverein Portuguesa Carioca.
Zur Saison 2010/11 wechselte Lima, zusammen mit Maxwell Ofuyah und Tarek Amer, zum türkischen Zweitligisten Akhisar Belediyespor. In der Saison 2011/12 wurde der Verein überraschend Meister der 2. Liga und erreichte so den direkten Aufstieg in die Süper Lig. Lima gelang beim entscheidenden Spiel um die Meisterschaft den Siegtreffer gegen Çaykur Rizespor. 

## Erfolge
Akhisar Belediyespor
- TFF 1. Lig: 2011/12  ▲